# Mogera insularis
Mogera insularis es una especie de musaraña de la familia Talpidae.

## Distribución geográfica
Se encuentra en China y Taiwán.